# 巴古乡
巴古乡，是中华人民共和国四川省凉山彝族自治州美姑县曾经下辖的一个乡。2021年1月12日，撤销巴古乡和农作乡，将原巴古乡和原农作乡所属行政区域划归巴普镇管辖。

## 行政区划
巴古乡撤销前下辖以下地区：
三岗村、乃拖村、勒布村、牛洛村、昔线村、维勒觉村、洛渣村、三比村和依千村。